# Phenomenon (album LL Cool J-a)
Phenomenon – siódmy studyjny album amerykańskiego rapera o pseudonimie LL Cool J, wydany 14 października 1997 nakładem wytwórni Def Jam Recordings

## Lista utworów
| #  | Tytuł                                | Czas | Gościnnie                     | Producent                                                            |
| -- | ------------------------------------ | ---- | ----------------------------- | -------------------------------------------------------------------- |
| 1  | "Phenomenon"                         | 4:04 |                               | Sean „Puffy” Combs                                                   |
| 2  | "Candy"                              | 4:32 | Ricky Bell Ralph Tresvant     | Poke & Tone                                                          |
| 3  | "Starsky & Hutch"                    | 4:03 | Busta Rhymes                  | L.E.S.                                                               |
| 4  | "Another Dollar"                     | 3:48 |                               | Curt Gowdy, Poke & Tone                                              |
| 5  | "Nobody Can Freak You"               | 3:20 | LeShaun Keith Sweat           | Poke & Tone                                                          |
| 6  | "Hot Hot Hot"                        | 4:22 |                               | Sean „Puffy” Combs Deric "D-Dot" Angelettie & Ron "Amen-Ra" Lawrence |
| 7  | "4, 3, 2, 1"                         | 4:16 | Canibus DMX Method Man Redman | Erick Sermon                                                         |
| 8  | "Wanna Get Paid"                     | 4:11 | The Lost Boyz                 | Daven "Prestige" Vanderpool                                          |
| 9  | "Father"                             | 4:44 |                               | Poke & Tone                                                          |
| 10 | "Don't Be Late, Don't Come Too Soon" | 6:38 | Tamia                         | Steven "Stevie J" Jordan                                             |